# Талдибулацький сільський округ (Жанааркинський район)
Талдибула́цький сільський округ (каз. Талдыбұлақ ауылдық округі, рос. Талдыбулакский сельский округ) — адміністративна одиниця у складі Жанааркинського району Улитауської області Казахстану. Адміністративний центр — село Талдибулак.
Населення — 764 особи (2021; 1029 у 2009, 1343 у 1999, 1713 у 1989).
Станом на 1989 рік існувала Актастинська сільська рада (село Актасти), село Алгабас перебувало у складі Сейфуллінської сільської ради, село Леніно — у складі Дружбинської сільської ради. З 1993 року існував Актастинський сільський округ (село Актасти), село Алгабас перебувало у складі Сейфуллінського сільського округу, село Талдибулак — у складі Байдалибійського сільського округу. 2017 року було утворено новий Талдибулацький сільський округ, до складу якого увійшли ліквідований Актастинський сільський округ, села Алгабас та Талдибулак.

## Склад
До складу округу входять такі населені пункти:
| Населений пункт  | Населення, осіб (1989) | Населення, осіб (1999) | Населення, осіб (2009) | Населення, осіб (2021) |
| ---------------- | ---------------------- | ---------------------- | ---------------------- | ---------------------- |
| Актасти, село    | 644                    | 429                    | 218                    | 38                     |
| Алгабас, село    | 384                    | 212                    | 97                     | 86                     |
| Талдибулак, село | 685                    | 702                    | 714                    | 640                    |